# Aixtron
Aixtron es una empresa multinacional alemana. Forma parte del índice tecnológico TecDAX y está especializada en la fabricación de reactores y semiconductores mediante procesos químicos organometálicos. Estos semiconductores se utilizan también a altas frecuencias para fabricar láseres y diodos electroluminescentes.

## Historia
Bien posicionada a principios de la década de 1990 en el mercado para el suministro de equipos de fabricación de componentes electrónicos (led en particular), la compañía vio crecer su cuenta de resultados en pocos años, alcanzando los 30 euros con la popularización de las paredes de led,  como el que rodea el edificio Nasdaq en Nueva York. Aixtron especificó en su informe anual para saber cómo fabricar led "de todos los colores del arco iris e incluso otros muchos que ni siquiera existen en el arco iris" .

En marzo de 2005, Aixtron adquiere la compañía Genus, Inc. (EE. UU.), con lo que integra en su cartera otro tipo de tecnología de deposición (ALD) para la industria del almacenamiento de datos y silicio. La nueva compañía se denominará Aixtron Inc. y tendrá sede en Sunnyvale (California).
En 2007, la compañía generó el 80% de su facturación en el continente asiático.
La aparición en competencia de otras formas de luz fría con una técnica de fabricación diferente, como los OLED, redujo la cotización de la compañía a 5,65 euros, tras valer 22 € en 2011.
Con fecha 1 de abril de 2015 Aixtron adquirió la compañía PlasmaSi, Inc., desarrollador estadounidense de la encapsulación de película delgada (TFE) para la producción de pantallas OLED. Con sede en Silicon Valley, PlasmaSi era uno de los principales fabricantes mundiales de sistemas de deposición para la industria de semiconductores. El precio de compra superó los $ 16 millones de dólares.
En julio de 2016, Aixtron es objeto de una oferta de adquisición por parte de Fujian Grand Chip Investment, una empresa china, por $ 670 millones. En octubre de 2016, el gobierno alemán decide interrumpir esta adquisición. En diciembre de 2016, es el turno de las autoridades estadounidenses de hacer lo mismo para la filial estadounidense de Aixtron.